# Szombat reggeli rajzfilm
A szombat reggeli rajzfilmek bizonyos rajzfilmsorozatok programblokkjára utaló kifejezés, mely azok elterjedését segítette elő a 60-as évektől egészen napjainkig. A kifejezés az Amerikai Egyesült Államokból indult ki, és mára az egész világon elterjedt a nagyobb televíziós csatornák körében, akik általában szombat reggelre igazították/igazítják animációs sorozataikat, amely óriási népszerűségnek örvendett/örvend, bár ennek a programformának az elterjedése a 2000-es évek elejére csökkent, ahogy népszerűsége is, köszönhetően legfőképpen a tematikus tévécsatornák megjelenésének és elterjedésének, mint a Cartoon Network és a Nickelodeon, melyek 24 órában szolgáltatnak ilyen tartalmakat. 
Az Amerikai Egyesült Államokban általánosan reggel 8 órától délig terjedt ennek a blokknak a programideje. Népszerűségének köszönhetően ráadásként az 1970-es években a csatornák, melyek szombat reggeli rajzfilmeket kínáltak az országban (ABC; NBC; CBS) a vasárnap reggeli rajzfilmeket is bevezették, ahol általában a szombat reggeli rajzfilmeket ismételték, illetve a befejeződött, régebbi sorozatokat is itt sugározták. A szombat reggeli rajzfilmekben rengeteg máig népszerű animációs sorozat született meg, elterjedésének köszönhetően felvirágzott a rajzfilmsorozatok korszaka.

## Korai időszak
A televíziózás megjelenése óta az Amerikai Egyesült Államokban közkedvelt volt gyermekek számára terjeszteni a hétvégi műsoridőben rajzfilmsorozatokat, de új rajzfilmsorozatok megrendelésének ötlete csak az 1960-as évek közepére tehető, mikor a csatornák felismerték, hogy a hétvégén reggel felkelő gyermekek gyakrabban ülnek televízió elé, ami kereskedelmi szempontból is kedvező lehet. Ekkor rendeltek meg több akkor alakuló rajzfilmstúdiótól is rajzfilmsorozatokat, melyeket rendszerint egy-két szinkronszínész szinkronizált (Daws Butler, Don Messick, Mel Blanc és később Frank Welker). A módszer jól bevált, az élőszereplős programokat ebben az idősávban lenyomták az ekkor készült animációs sorozatok, így terjeszkedni kezdett. A legtöbb tévésorozat ekkor a mozikban elterjedt, a filmek előtt helyet kapó rövid rajzfilmekből lett, mint a Tom és Jerry új részekkel, ahogy Tapsi Hapsi is a képernyőre került a Bolondos dallamokból.

## A népszerűség
Ekkor élte fénykorát a CBS, az ABC és az NBC szombat reggeli megrendeléseinek köszönhetően a Hanna-Barbera, mely eredetileg a Frédi és Béni, avagy a két kőkorszaki szakival szerzett hírnevet, majd a műsorblokkban megjelentek olyan, ma már klasszikusnak számító rajzfilmsorozatok, mint a Hong Kong Phooey; Süsü keselyűk; Flúgos futam; Hupikék törpikék; Scooby-Doo, merre vagy?; A Jetson család stb.
Az 1970-es és az 1980-as években ezek a rajzfilmsorozatok óriási sikernek örvendtek.

## Jelenleg
A gyerekcsatornák elterjedésével a 90-es években a gyermekek inkább a nekik tematizált, akkor alapított csatornákat nézték, mint a Nickelodeon és a Cartoon Network, így a szombat reggeli rajzfilmek az 1990-es évek közepétől fokozatosan eltűntek az ABC, az NBC és a CBS programújságjáról. Később, a 90-es évek végén népszerűsödött az ötlet, hogy ezektől a tematizált csatornáktól vegyenek át a nagyobb, kereskedelmi csatornák rajzfilmsorozatokat, melyeknek ismétlései futni fognak a szombat reggeli rajzfilmekben. Az ABC így Disney-rajzfilmeket, a CBS Nickelodeon-rajzfilmeket, az NBC pedig kisebbeknek szóló rajzfilmsorozatokat kezdett el vetíteni műsorblokkjában. Az ekkor egyre terjeszkedő Fox elindította Fox Kids csatornáját, amelyről átvett rajzfilmeket kezdett sugározni a szombat reggeli műsorblokkjában elsőként Fox Kids majd 4Kids néven.
Mára a legtöbb csatorna az NBC útját választotta, és a szombat reggeli rajzfilmek korcsoportját megváltoztatta, így a legkisebbek számára kezdett animációs sorozatokat gyártani a 2000-es évek elején egészen máig. Például itt született meg a PBS nagy sikerű szombat reggeli rajzfilmsorozata, az Arthur is. A Fox Kids felvásárlása után a Fox felhagyott a szombat reggeli rajzfilmsorozatok gyártásával.

## Magyarországon
Magyarországon elsőként a kereskedelmi csatornák indítottak szombat reggeli rajzfilmblokkokat, igaz, ezek vasárnaponként is hasonlóan futottak. Itt általánosan reggel 6 órától 10 óráig voltak és a mai napig vannak műsoron a rajzfilmsorozatok. A TV2 1997-ben indította el a TV2 Matinét. Utóbbi a 90-es évek végén Hanna-Barbera rajzfilmeket sugárzott, mint a Süsü keselyűk, Scooby-Doo és Scrappy-Doo és a Frédi és Béni, avagy a két kőkorszaki szaki új szinkronnal. 2000-ben az RTL Klub is elindította Kölyökklub műsorblokkját, mely a Hupikék törpikék és Garfield és barátai sorozatokat kezdte vetíteni más Disney-sorozatok mellett. A gyerekcsatornák hazai elterjedése után a TV2 Matinéban megjelent a Cartoon Network-programblokk, mely a csatorna műsorait sugározta, amit később felváltott a Fox Kids, később Jetix, majd a Nickelodeon kedvencek műsorblokk. A Kölyökklub kezdetben átkötő műsorelemeket is használt, amelyeket kezdetben Jónás Rita, majd Ördög Nóra vezetett, amelyek később eltűntek. A 2010-es évek újításainak köszönhetően a magyar csatornák is inkább a kisebbekre kezdték helyezni a hangsúlyt olyan rajzfilmsorozatokkal, mint a Fifi virágoskertje, a Mickey egér játszótere és a Dóra, a felfedező, valamint a Kölyökklub vette át a Frédi és Béni, avagy a két kőkorszaki szaki vetítését, ez viszont a régi szinkronnal fut a mai napig.
Magyarországon a kisebb televíziós csatornák, így a Super TV2 (Super TV2 rajzfilmek) és a Story4 (korábban; rajzfilmsorozatok szombat reggelente) is.